# Saint Petersburg (Florida)
Saint Petersburg er en amerikansk by og administrativt centrum for det amerikanske county Pinellas County i staten Florida. Byen har et indbyggertal på 258.308 (2020) indbyggere.

## Geografi
Byen ligger på en lav halvø mellem den Mexicanske Golf til vest og Tampa Bugt til øst. Tilsammen med Tampa og flere småbyer udgør Saint Petersburg-området Floridas "Bay Area" område.

## Historie
Byen blev opkaldt efter Sankt Petersborg, Rusland. Det siges at grundlæggerne, John C. Williams og russen Peter Demens, kastede en mønt op til at afgøre hvem skulle havde æren. (Taberen Williams opkaldte byens første hotel "Hotel Detroit" efter sin fødeby.)
Jernbanen nåede byen i 1888.
I mange år var Saint Petersburg mest kendt som en pensionistby, med mange folk fra Midtvesten – i modsætning til Floridas Atlanterkyst der tiltrak pensionister fra New England og New York.

## Seværdigheder
- Salvador Dali Museum
- Florida International Museum, et tilsluttet organization af Smithsonian Institution

## Ekstern henvisning
- Wikimedia Commons har flere filer relateret til Saint Petersburg (Florida)
- Saint Petersburgs hjemmeside (engelsk)